# Wognum
Wognum (anhörenⓘ) ist ein Ort in der Gemeinde Medemblik, Region West-Friesland, Provinz Nordholland (Niederlande).
Am 1. Januar 2007 wurde die bis dahin bestehende Gemeinde Wognum zusammen mit der Stadt und Gemeinde Medemblik und der Gemeinde Noorder-Koggenland zur neuen Großgemeinde Medemblik zusammengeschlossen.
Die Ortschaft Wognum besaß von 1392 bis 1426 Stadtrechte. Obwohl Wognum seitdem keine Stadt mehr ist, wuchs das Dorf doch zu einer kleinen Stadt heran.

## Ortsteile
Nibbixwoud, Wadway (teilweise), Wognum, Wijzend und Zwaagdijk-West.

## Weitere Siedlungen
Lekermeer und Zomerdijk.

## Besonderes Vorkommnis
Überregional bekannt wurde der Ort, als im September 2009 ein Motorradpolizist auf der angrenzenden A7 von einem Fahrzeug erfasst wurde, als er eine Fahrspur blockierte, um  die Einfahrt eines Rettungswagens auf die Autobahn zu erleichtern. Dieser war zu einem schweren Verkehrsunfall auf der Autobahn unterwegs. Der Polizeibeamte erlitt bei dem Aufprall schwere, aber nicht lebensbedrohliche Verletzungen.

## Politik

### Sitzverteilung im Gemeinderat
| Partei | Sitze | Sitze | Sitze | Sitze |
| Partei | 1990  | 1994  | 1998  | 2002  |
| ------ | ----- | ----- | ----- | ----- |
| CDA    | 6     | 6     | 7     | 6     |
| D66    | 3     | 3     | 2     | 3     |
| VVD    | 2     | 3     | 3     | 2     |
| PvdA   | 2     | 1     | 1     | 2     |
| Gesamt | 13    | 13    | 13    | 13    |

## Persönlichkeiten

### Söhne und Töchter der Stadt
- Jeroen Tesselaar (* 1989), Fußballspieler